# Rodrigo Mendes
Rodrigo Fabiano Mendes (* 9. August 1975 in Uberaba) ist ein ehemaliger brasilianischer Fußballtrainer und -spieler.

## Karriere
Rodrigo begann seine Profilaufbahn 1993 beim brasilianischen Erstligisten CR Flamengo in Rio de Janeiro. 1996 wechselte er zu Grêmio FBPA nach Porto Alegre. Im Sommer 1996 unterschrieb er einen Vertrag beim japanischen Erstligisten Kashima Antlers. Mit dem Verein wurde er 1996 japanischer Meister. 1997 kehrte er nach Brasilien zurück. Hier spielte er bis 2002 für Flamengo, Athletico Paranaense und Grêmio FBPA. In der Saison 2002 wurde er mit 10 Toren Torschützenkönig der Copa Libertadores. 2003 unterschrieb er einen Vertrag beim japanischen Erstligisten Ōita Trinita. Sommer 2003 wechselte er zu al Ain Club. 2003/04 gewann er mit dem Verein den UAE Pro League. 2004 wechselte er zu al-Gharafa. Für al-Gharafa bestritt er 48 Erstligaspiele und schoss dabei 25 Tore. Mit dem Verein wurde er 2004/05 katarischer Meister.

## Erfolge
Flamengo
- Taça Guanabara: 1995, 1999
- Copa dos Campeões Mundiais: 1997
- Copa Mercosur: 1999
- Taça Rio: 2000
- Staatsmeisterschaft von Rio de Janeiro: 2000

Grêmio
- Staatsmeisterschaft von Rio Grande do Sul: 1996, 2001
- Copa do Brasil: 2001

Kashima Antlers
- Japanischer Fußball-Supercup: 1997
- Kaiserpokal: 1997
- J1 League: 1996
- J.League Cup: 1997

Athletico
- Staatsmeisterschaft von Paraná: 1998
- Staatspokal von Paraná: 1998

al Ain
- UAE Pro League: 2003/04
- AFC Champions League Elite: 2002/03
- UAE Super Cup: 2003

al-Gharafa
- Qatar Stars League: 2004/05

Fortaleza
- Staatsmeisterschaft von Ceará: 2009